# Phyllorhachideae
Phyllorhachideae é uma tribo da subfamília Bambusoideae.

## Gêneros
Humbertochloa, Phyllorhachis